# Arlequinus krebsi
Genre
Espèce
Synonymes
- Hyperolius krebsi Mertens, 1938

Statut de conservation UICN

 EN B1ab(iii) : En danger
Arlequinus krebsi, unique représentant du genre Arlequinus, est une espèce d'amphibiens de la famille des Hyperoliidae.

## Répartition
Cette espèce est endémique de l'Ouest du Cameroun. Elle se rencontre sur le versant Sud du mont Cameroun et sur le versant Sud du plateau Bamiléké,.

## Étymologie
Le genre est nommé en l'honneur d'Arlequin en référence à sa livrée caractéristique. L'espèce est nommée en l'honneur de W. Krebs.

## Publications originales
- Mertens, 1938 : Herpetologische Ergebnisse einer Reise nach Kamerun. Abhandlungen der Senckenbergischen Naturforschenden Gesellschaft, Frankfurt am Main, vol. 442, p. 1-52.
- Perret, 1988 : Sur quelques genres d’Hyperoliidae (Anura) restés en question. Bulletin de la Société neuchâteloise des Sciences Naturelles, vol. 111, p. 35–48 (texte intégral).